# Gianni e il magico Alverman
Gianni e il Magico Alverman (Johan en de Alverman) è il titolo di una serie televisiva belga di lingua fiamminga ideata da Karel Jeuninckx e prodotta nel 1965 dalla Universal Video. La serie fu trasmessa tra il 1965 e il 1966 in una sola stagione di 16 episodi dalla rete televisiva belga BRT, e andò in onda in Italia a partire da lunedì 5 gennaio 1970 alle 18,15 sul Primo canale della Rai nello spazio televisivo della tv dei ragazzi.
I protagonisti della serie erano ideati per i bambini. Le avventure si svolgono in un mondo ambientato tra il medioevo e l'inizio dell'era moderna (più precisamente agli inizi del XVII secolo), tra boschi fatati, grotte (in cui vive il popolo di Alverman), taverne, dimore signorili e castelli. Il soggetto e l'ambientazione possono essere considerati antesignani del genere fantasy. Lo sceneggiato ebbe un immediato successo ed è annoverato fra i programmi cult del periodo. Il ritornello del motivetto suonato col piffero dal folletto Alverman ("Don Cristobal, vorrei sposar sua figlia ...") divenne il tormentone fra i giovani del periodo. Alverman, co-protagonista della storia, è stato certamente il personaggio più popolare fra il pubblico, tanto che in località Assais nel comune di Verzegnis, in Carnia, alla grotta più estesa è stato dato il nome La grotta Magico Alverman. Gli episodi sono stati girati in Belgio a Bookrijk, nel castello di Gaasbeek e nelle grotte della zona. Il telefilm andò in onda in 6 paesi: Belgio, Paesi Bassi, Germania, Svezia, Norvegia e Italia. Della serie è disponibile il DVD in lingua italiana, con gli episodi trasmessi, uscito nel novembre 2012 (a lungo aveva attecchito una leggenda metropolitana sulla presunta perdita della versione in italiano da parte della Rai). Tratto dalla sceneggiatura televisiva, nel 1966 fu pubblicato in Belgio il romanzo Johan en de Alverman, che uscì in Italia nel 1970 col titolo Gianni e il Magico Alverman.

## Trama
Gianni Claeszoon, un giovane studente di medicina, si è appena laureato. Senza molte risorse economiche, per riposarsi dalle fatiche degli studi, si reca in vacanza presso il mulino ad acqua degli zii William e Liezelotje. Durante la sua permanenza si invaghisce della bella Rosita, figlia del nobile don Cristobal de Bobadila. Il suo desiderio di frequentare la fanciulla è però contrastato dal cattivo di turno Guy de Sénancourt, un nobile borioso e spia francese, ma favorito come sposo dal padre della ragazza. Un giorno Pepito, il pappagallo di Rosita, sfugge al controllo della ragazza. Gianni che si doveva recare al Mulino degli zii passando per la scorciatoia di un bosco magico, si imbatte in Alverman, un curioso ometto che pronuncia frasi magiche, suona il flauto saltellando e parla solo in una lingua sconosciuta. Durante il cammino ritrova il pappagallo di Rosita. Alverman si rivelerà essere un folletto originario della mitica terra di Avalon, che vive nelle caverne dei dintorni insieme ai suoi simili. Tra i due nasce fin dall'inizio una forte amicizia, tanto che Alverman regala a Gianni il magico anello Fafifurni. Tra varie peripezie la presenza di Alverman si rivelerà determinante nel contrastare i tentativi dei cattivi Don Cristobal e Guy de Sénancourt di ostacolare in ogni modo i due innamorati, contribuendo al lieto fine della storia.

## Doppiaggio italiano
Doppiaggio a cura della SINC Cinematografica. Principali doppiatori:
- Natalino Libralesso: Gianni Claeszoon
- Silvio Spaccesi: Don Cristobal de Bobadila
- Mimmo Palmara: Guy de Sénancourt
- Manlio Guardabassi: Alverman
- Edoardo Toniolo: (Il guardiano della porta di città)